# 猫☆魂
猫☆魂 （ねこだましい）とは、日本の劇団。西永貴文主宰。1999年結成。

## 概要
1999年に、西永貴文が地元・金沢で旗揚げし、上京後の2002年に改めて再結成。
「『映画を見る感覚で』観客を楽しませるエンターテイメント」をテーマに、ポップな世界観と予測不可能なラストを観客に与える作風を扱っている。劇中には、テクノ音楽やオープニングなどの映像、「唄ひ手」Spanish Gauguinによる劇中曲が流れるのも特徴のひとつである。
2004年、「アンラッキー・デイズ～ナツメの妄想～」がフジテレビの「劇団演技者。」の第1作として堤幸彦演出によりドラマ化。（西永らメンバーも出演している。）

## メンバー
- 西永貴文（主宰。作・演出も担当）
- ヴィン（貧乏神）
- ムランティン･タランティーノ（村木宏太郎）
- 堺沢隆史
- 佐々木光弘
- 小島裕

### 元メンバー
- 菊地柳信
- 井澤崇行
- 秋枝直樹

## 公演履歴
- vol.01「グッドラック★グッドドラッグ」
- vol.02「悪い夢」
- vol.03「箱舟」
- vol.04「アンラッキー・デイズ～ナツメの妄想～」
- vol.05「狂る大学」
- vol.06「無限ギブス」
- vol.07「New Life」
- vol.08「神の領域」
- vol.09「エレクトリカルラヴパレード」
- vol.10「トワミスト」
- vol.11「グロッソラリア」
- vol.12「耳 zikan 観」
- vol.13「アロマ」
- vol.14「プラチナ」
- vol.15「simple」